# Saitoella complicata
Saitoella complicata är en svampart som beskrevs av Goto, Sugiy., Hamam. & Komag. 1987. Saitoella complicata ingår i släktet Saitoella och familjen Protomycetaceae.   Inga underarter finns listade i Catalogue of Life.